# Voie d'exception en droit français
Vous pouvez partager vos connaissances en l’améliorant (comment ?) selon les recommandations des projets correspondants.
Ne doit pas être confondu avec voie d'action.
La voie d'exception est un recours par lequel, au cours d'une procédure contentieuse, l'une des parties conteste la constitutionnalité, la conventionnalité, la légalité ou la validité d'une loi, d'un règlement ou d'un contrat dont elle souhaite écarter les conséquences juridiques à son égard.

## Concept
La voie d'exception a lieu lors d'une saisine qui s'exerce a posteriori, lors d'un jugement qui se fonde sur une disposition juridique dont l'une des parties soupçonne le caractère invalide. Ainsi, la voie d'exception s'oppose à la voie d'action, qui vise à obtenir directement l'annulation ou la réformation de l'acte contesté. 
La voie d'exception appelle un jugement revêtu de l'autorité relative de chose jugée, qui n'a donc pas d'effet erga omnes (application à tous). La voie d'action, a contrario, a un effet erga omnes, c'est-à-dire que le texte est sorti de l'ordre juridique pour tout le monde (l'acte non-conforme est annulé). La voie d'exception peut rendre le texte attaqué inapplicable en l'espèce, mais pas universellement.